# Glageon
Glageon é uma comuna francesa na região administrativa de Altos da França, no departamento do Norte. Estende-se por uma área de 11.77 km². Em 2010 a comuna tinha 1 812 habitantes (densidade: 154 hab./km²).